# مجموعة اللومي
مجموعة اللومي أو شاكرة، هي مجموعة تونسية تعد من أكبر الشركات الصناعية في البلاد. يرجع تأسيسها إلى عام 1946 من قبل محمد توفيق اللومي الذي تسيطر عائلته على الشركة. تنشط المجموعة أساسا في قطاع صناعة الكابلات وقطع السيارات كما تملك فروعا تنشط في ميادين العقار والفلاحة والهندسة الكهربائية وتجارة المعدات. وتعد المجموعة من المؤسسات التونسية القليلة التي لها حضور صناعي في الخارج، إذ إضافة ل3 مصانع في تونس تملك المجموعة وحدات صناعية في البرتغال والبرازيل ومصر ورومانيا والمغرب تزود بها عدة مصنعي سيارات عالميين مثل فولكسفاغن وفيات وأوبل ورينو. يدير المجموعة نجل المؤسس ونائب رئيسة الاتحاد التونسي للصناعة والتجارة والصناعات التقليدية هشام اللومي فيما كانت تدير أخته سلمى اللومي الرقيق فرع المجموعة المتخصص في الفلاحة قبل أن تعيّن في فيفري 2015 كوزيرة للسياحة في حكومة الحبيب الصيد.

## وصلات خارجية
- موقع كوفيكاب، الفرع الرئيسي للمجموعة
- موقع كابلات شاكرة
- موقع ستيفان، الفرع المختص في إنتاج الفراولة